# Ньюкомен, Томас
То́мас Нью́комен (англ. Thomas Newcomen; 28 февраля 1663, Дартмут — 7 августа 1729, Лондон) — английский изобретатель; один из создателей первого теплового (парового) двигателя, известного как паровая машина Ньюкомена.

## Биография
Т. Нью́комен работал кузнецом и механиком.
В 1705 году совместно со стекольщиком-лудильщиком Джоном Колли, тоже из Дартмута, построили первую паровую (пароатмосферную) машину, отличавшуюся от машины Севери наличием цилиндра с поршнем и тем, что сгущение (конденсация) пара производилось обливанием цилиндра снаружи водой. В 1711 году Ньюкомен изменил технологию конденсации пара с внешнего обливания цилиндра водой на впрыскивание воды внутрь цилиндра, что значительно ускорило ход машины, но машина всё ещё оставалась вакуумной, то есть рабочий ход совершался не высоким давлением пара, а низким давлением вакуума, образующегося после впрыска холодной воды в цилиндр с горячим водяным паром.
На своё изобретение Ньюкомен получить патент не смог, так как паровой водоподъёмник уже запатентовал Т. Севери в 1698 году, чем закрепил за собой любые возможности использования водяного пара; позднее они начали работать совместно.
Заслуга Ньюкомена в том, что он одним из первых осуществил замысел использования пара для получения механической работы.
Его именем названо Общество историков техники Великобритании.
Скончался 7 августа 1729 года в Лондоне.

## Паровая машина
За основу машины был взят принцип парового котла, созданного Дени Папеном, в котором паровой цилиндр с насосом были конструктивно вынесены за пределы самого котла. Работала машина за счёт того, что внутри цилиндра перемещался поршень, связанный с одним концом балансира, в то время как другой конец балансира соединялся со штангами водоотливного насоса. Пар, поступающий в цилиндр из котла, поднимал поршень, а атмосферное давление заставляло поршень опускаться и, соответственно,  связанные с поршнем насосные штанги периодически поднимались вверх и опускались вниз, совершая полезную работу по откачиванию воды. Излишки пара выходили из котла через предохранительный клапан.
В вакуумной машине Ньюкомена рабочий ход осуществлялся не высоким давлением пара, а вакуумом, образующимся после впрыска воды. Низкое давление вакуума делало вакуумную машину менее опасной, чем машина высокого давления, но значительно уменьшало к.п.д. и мощность двигателя.
Мощность машины Ньюкомена была 8 л. с., что обеспечивало подъём воды с глубины 80 метров и расходовала 25 кг угля в час на 1 л. с. Опыты с паровым насосом Ньюкомен начал с 1705 года и совершенствовал его примерно десять лет, пока он не начал работать исправно (1712).
Машина Ньюкомена получила распространение в угольных и рудных шахтах Англии, а также во Франции и Германии, в основном в горной промышленности, иногда использовалась при снабжении водопроводов крупных городов водой. Из-за громоздкости и неравномерного хода потребляла много топлива, в связи с чем не удовлетворяла потребностям промышленности и использовалась в узкоспециализированых целях, не достигнув уровня универсального двигателя. Она послужила основой для создания парового двигателя Уатта.
Оригинальная модель созданной Ньюкоменом машины находится в Королевской коллегии в Лондоне.